# Yuuzhan Vongok
A Yuuzhan Vongok (röviden Vong) egy faj a Csillagok háborúja kiterjesztett univerzumában, ami egy másik galaxisból érkezett azzal a céllal, hogy igába hajtsa a történetnek helyt adó galaxist, mivel anyabolygójuk lakhatatlan.  Az első Yuuzhan Vongokat a Helska 4 bolygónál észlelték és pusztították el; ez a hely a Vector Prime, az Elsődleges Vektor, ahol a Vongok megjelentek a galaxisban.
Ezek az idegen lények genetikailag változtatják szerves technológiájukat és számukra a mechanikai technológia istenkáromlás. Saját fizikai képességüket más fajok végtagjainak a saját testükhöz való ragasztásával érik el. Kasztokba tömörülnek, a magasabb rangúaknak több csonkítás van a testén, mint az alacsonyabb rendűeknek.

## A faj biológiája
A Yuuzhan Vong egy harcos idegen faj, humanoid lények, melyek gyakran megcsonkítják önmagukat vallásos szertartások alatt. Gyakran lehet látni tetoválásokat és sebhelyeket rajtuk, és minél több borítja testüket, annál magasabb rangot érhetnek el a társadalmukban. Az arcuk elég különös: kékes zacskók vannak a szemük alatt, homlokuk furcsa, szájukon nincsenek ajkaik. Dacára annak, hogy elég vékonyak, nagyon erősek. A legérdekesebb jellemzőjük az Erő hiánya: nem tudják használni az Erőt, és nem lehet érezni őket az Erőn keresztül. Ott, ahol egy élőlény „aurájának” kéne lennie, csak üresség van. Feltételezik, hogy ennek oka a midikloriánok hiánya a Vongok szervezetében.

## Társadalmi felépítés
A Yuuzhan Vongok törzsekben élnek, melyeket a Harcos Kaszt irányít. Dacára annak, hogy a társadalmuk több kasztra van osztva, a harcosokat tisztelik és becsülik. A harcosok lenézik az Intéző Kasztot, bolondoknak és manipulátoroknak tartják őket, akik megtagadják maguktól a végső fájdalom dicsőségét.
Az Intéző Kaszt politikusokból és adminisztratív tisztekből áll; a Pap Kaszt tagjai a vallási vezetők, számos próféciát alkottak, melyek alapján a Vong társadalom létezik. A Vong kultúra alján a Rabszolga Kaszt áll: ők gyenge lények, akik alantas munkát végeznek, és harc alatt "élő pajzsként" szolgálnak, hogy felfogják az ellenséges tüzet. Sok rabszolgát másik fajokból szereznek, genetikalig módosítják őket, így használhatóbbak harc alatt. Az összes kaszt fölött a Legfelsőbb Nagyúr (Supreme Overlord) uralkodik, aki az egész Yuuzhan Vong faj uralkodója.

## Kultúra és technológia
A Yuuzhan Vong kultúra minden egyes részében fontos az élet és a halál. Az életet oly módon szabályozzák és értelmezik, amit az ismert galaxis még sosem tapasztalt. A Vongok a genetikai manipuláció és a bio-organikus technológia mesterei. Számos fajt tenyésztettek ki, melyek űrhajókként, fegyverként, védelemként és a mindennapos élet hasznos eszközeiként használnak. Az élet manipulációja a gépek fanatikus gyűlöletéhez vezetett, amiket undorító rondaságként láttak, melyeket el kell pusztítani. Eretneknek és hűtlennek tartják azokat a lényeket, amelyek gépeket használnak, így őket is el kell pusztítani.

## Vallás
A fanatizmus a vallásuk fontos része, melyben isteneket és istennőket imádnak. Kiemelkedik köztük Yun-Yuuzhan, a Kozmikus Nagyúr. Legendák beszélnek a teremtésről, az időről, amikor Yun-Yuuzhan feláldozta számos testrészét, melyek a kisebbik istenek és a Yuuzhan Vongok lettek. A Vongok felülmúlni igyekeznek ezeket az áldozatokat, hogy megtiszteljék a teremtő eredeti áldozatait. 
A harcosok szemében Yun-Yammka a legelső isten a többiek közt. A Yuuzhan Vong harcosok közt elterjedt szokás az imádkozás egy ezen istenséget ábrázoló szoborhoz a harcba szállás előtt. A Gyilkos egy nagy agyra hasonlít, melynek egy szeme és egy ráncos szája van, csápok fedik testét. A Pap Kaszt tagjai Yun-Harla-hoz, a Köpenyes Istennőhöz fordulnak segítségért, a Szélhámoshoz, hogy felfedezzenek egy módot az ellenségük megtévesztéséhez. 
A négy fontosabb isten között Yun-Shuno a legtorzabb. A sokszemű és végtagú istenség azon lények védőszentje, akiknek a testük visszautasította a Vongok élő beültetéseit. Ezeket a "Megszégyenítetteket" lenézik az elkövetett hibákért, melyek megakadályozzák a beültetések elfogadását.
Yun-Ne'Shel, "Ő-Aki-Formál" egy olyan istenség, akit a formálók/változók imádnak egy organikus barlangban, ami a formájában hasonlít a yammosk-ra (ez nagyjából egy szerves és intelligens számítógép, egy lény, ami a nagyobb csatákban a csapatokat irányítja), és azért csinálták, hogy erősítse a betérők mentális képességeit. A barlang testében húscsomócskák találhatóak, melyek lényegében szájak, és 8 kés alakú fogat tartalmaznak. Minden formálónak kötelező bemenni a terembe és meditálni, mielőtt az egyik csomócska szájába helyezi a kezét, amely utána bezárul és átharapja a húst és a csontot. Amint a fogak megtartották a végtagot, a csomócska elfordult 90 fokot, és levágta a végtagot. A formáló új végtagot kap ezután, melyet azért tenyésztettek, hogy a formáló a megfelelő szerszámokat alkalmazza a munkájában. 
Yun-Q'aah és Yun-Txiin a Szerető istenségek, védelmezik azokat a Yuuzhan Vongokat, melyek felfedezték a szerelem érzelmeit és szenvedélyeit, de ezek az istenségek megtiltották a kasztok közötti kapcsolatokat.

## Szokások, hagyományok
A családi örökség nagyon fontos a Harcos Kasztban, sok szertartással és hagyományokkal a régen meghalt ősöktől. A Yuuzhan Vongok Domain-nek nevezik a családi csoportokat. Amikor máshoz beszélnek a legudvariasabb az, ha a nevét mondják, amit annak a Domain neve követi, amibe tartoznak, például Shedao Domain Shai. Ezek a Domain-ok hatalmat szerezhetnek a harcokban tanúsított kiemelkedő teljesítményért, a hősies tettekért. A Domain-ok és isteneik megtiszteléséért a Vongok gyakran a Fájdalom Öleléséhez folyamodtak, ez egy eszköz, mely különböző fájdalommennyiséget okoz a helyzettől függően. A fájdalom dicsőséges a Vongok között, és akik nem fogadják el, azok gyengék és haszontalan lények.

## A Yuuzhan Vong invázió (Y. u. 25–Y. u. 30)
Yavin után 25-ben a Yuuzhan Vongok megjelentek a Vector Prime bolygón. Az ott tartózkodó Csubakkát megölték.
Yavin után 27-ben sikerült elfoglalniuk a Coruscantot, amit átneveztek Yuuzhan'tar-nak. A bolygó elfoglalása után az Új Köztársaság megszűnt. A vongok eltérítették a Coruscant keringési pályáját és megpróbálták átalakítani a bolygót. Az inváziót azonban visszaverték és a vongok visszavonultak. A békeszerződés egyik feltétele, hogy segíteniük kell a Coruscant visszaépítésében.
Az invázió és a vele járó újabb háború nagy veszteségeket okozott a galaxisnak. A halálos áldozatok számát 360 billióra becsülték (ez egyenlő 60 000 olyan Föld típusú bolygóval, amelynek lakossága 6 milliárd fő).